# Plasma
Plasma (også kaldet ioniseret gas) betegner inden for fysik og kemi en energirig tilstand for et stof på gasform, hvor en eller flere af dets elektroner i yderste skal er blevet adskilt fra atomet. Dette resulterer i en samling af ioner og elektroner, som ikke længere er bundet sammen. 
Plasma er den 4. tilstandsform for atomer og molekyler, hvoraf den første er fast form (solid), den anden er flydende form/væske (liquid) og den tredje er gasform (gas).
Gas-atomerne er positivt ladede, mens elektronerne i plasmaet er negativt ladede. Plasma er udadtil elektrisk neutralt, da gas-atomerne og elektronerne udligner hinandens ladning. 
Denne tilstand for materie blev først opdaget af Sir William Crookes i 1879 og blev navngivet "plasma" af Irving Langmuir i 1928.

## Eksempler på teknologier og naturfænomener med plasma

### Teknologier
- Lysstofrør
- Lavenergipære
- Blitzrør
- Neonrør
- Lysbuelampe
- Bussard-ramjet (teoretisk raketfremdriftsmetode)
- Ion-motor (mere effektiv end en brændstofraket)
- Plasmaskærm
- Chemical Vapor Deposition (CVD)
- Plasmaskæring
- ITER

### Naturfænomener
- Lyn
- Polarlys
- Corona
- Ozonlag
- Ionosfære (jordens)
- Stjerne
- Støvet plasma